# Listă de forme de relief pe Vesta
Aceasta este o listă de forme de relief numite, de diferite tipuri, pe asteroidul 4 Vesta. 

## Catenae
| Catena           | Coordonate                        | Diametru (km) | Data de aprobare  | Numită după | Ref   |
| ---------------- | --------------------------------- | ------------- | ----------------- | ----------- | ----- |
| Albalonga Catena | 7°10′S 72°37′E / 7.17°S 72.61°E   | 161,74        | 21 noiembrie 2012 | Alba Longa  | WGPSN |
| Robigalia Catena | 14°02′S 19°47′E / 14.04°S 19.78°E | 79,21         | 21 noiembrie 2012 | Robigalia   | WGPSN |

## Cratere
| Crater     | Coordonate                          | Diametru (km) | Data de aprobare | Numită după                 | Ref   |
| ---------- | ----------------------------------- | ------------- | ---------------- | --------------------------- | ----- |
| Aconia     | 7°32′N 151°22′E / 7.54°N 151.37°E   | 19.00         | 5 Feb 2014       | Aconia Fabia Paulina        | WGPSN |
| Aelia      | 14°16′S 290°48′E / 14.26°S 290.80°E | 4.34          | 28 Feb 2012      | Aelia Oculata               | WGPSN |
| Africana   | 68°59′N 345°52′E / 68.99°N 345.87°E | 25.43         | 5 Feb 2014       | Cornelia Africana           | WGPSN |
| Albana     | 76°37′N 200°41′E / 76.61°N 200.69°E | 90.86         | 21 Noi 2012      | Albana                      | WGPSN |
| Albia      | 27°51′S 78°51′E / 27.85°S 78.85°E   | 5.79          | 5 Feb 2014       | Albia Dominica              | WGPSN |
| Alypia     | 70°13′S 139°13′E / 70.22°S 139.22°E | 15.17         | 5 Feb 2014       | Alypia (ἀλῡπία)             | WGPSN |
| Angioletta | 40°10′S 179°15′E / 40.16°S 179.25°E | 18.42         | 7 Oct 2014       | Angioletta Coradini         | WGPSN |
| Antonia    | 58°42′S 350°47′E / 58.70°S 350.78°E | 16.75         | 28 Feb 2012      | Antonia                     | WGPSN |
| Aquilia    | 49°25′S 190°53′E / 49.41°S 190.88°E | 36.82         | 28 Feb 2012      | Julia Aquilia Severa        | WGPSN |
| Arruntia   | 39°26′N 221°35′E / 39.44°N 221.59°E | 10.49         | 28 Feb 2012      | Arruntia                    | WGPSN |
| Bellicia   | 37°44′N 197°46′E / 37.73°N 197.76°E | 41.68         | 30 Sept 2011     | Bellicia                    | WGPSN |
| Bruttia    | 63°49′N 237°05′E / 63.81°N 237.09°E | 20.68         | 5 Feb 2014       | Bruttia Crispina            | WGPSN |
| Caesonia   | 31°12′N 249°56′E / 31.20°N 249.93°E | 104.23        | 5 Feb 2014       | Atia                        | WGPSN |
| Calpurnia  | 16°43′N 349°06′E / 16.72°N 349.10°E | 50.19         | 27 Dec 2011      | Calpurnia                   | WGPSN |
| Cannutia   | 58°56′S 214°44′E / 58.93°S 214.73°E | 17.96         | 5 Feb 2014       | Cannutia                    | WGPSN |
| Canuleia   | 33°37′S 84°31′E / 33.62°S 84.52°E   | 11.32         | 28 Feb 2012      | Canuleia                    | WGPSN |
| Caparronia | 35°43′N 317°02′E / 35.71°N 317.03°E | 53.20         | 30 Sept 2011     | Caparronia                  | WGPSN |
| Charito    | 44°48′S 90°43′E / 44.80°S 90.71°E   | 6.55          | 5 Feb 2014       | Charito                     | WGPSN |
| Claudia    | 1°39′S 146°00′E / 1.65°S 146.00°E   | 0.57          | 5 Feb 2014       | Claudia                     | WGPSN |
| Coelia     | 1°08′S 239°49′E / 1.14°S 239.82°E   | 14.06         | 5 Feb 2014       | Coelia Concordia            | WGPSN |
| Cornelia   | 9°22′S 15°34′E / 9.37°S 15.57°E     | 14.90         | 27 Dec 2011      | Cornelia                    | WGPSN |
| Cossinia   | 0°38′N 178°58′E / 0.63°N 178.96°E   | 15.72         | 5 Feb 2014       | Cossinia                    | WGPSN |
| Domitia    | 37°37′N 337°58′E / 37.62°N 337.96°E | 32.99         | 30 Sept 2011     | fecioră vestală romană      | WGPSN |
| Domna      | 11°07′S 225°56′E / 11.11°S 225.93°E | 13.53         | 21 Noi 2012      | Julia Domna                 | WGPSN |
| Drusilla   | 15°03′S 51°13′E / 15.05°S 51.22°E   | 20.34         | 28 Feb 2012      | Julia Drusilla              | WGPSN |
| Eumachia   | 0°08′N 317°04′E / 0.14°N 317.06°E   | 25.78         | 21 Noi 2012      | Eumachia                    | WGPSN |
| Eusebia    | 42°02′S 354°19′E / 42.04°S 354.31°E | 23.44         | 28 Feb 2012      | Eusebia                     | WGPSN |
| Eutropia   | 22°24′N 255°01′E / 22.40°N 255.01°E | 21.09         | 21 Nov 2012      | Eutropia                    | WGPSN |
| Fabia      | 15°32′N 55°46′E / 15.53°N 55.76°E   | 11.62         | 28 Feb 2012      | Fabia                       | WGPSN |
| Fausta     | 25°26′S 99°46′E / 25.44°S 99.76°E   | 3.14          | 5 Feb 2014       | Flavia Maxima Fausta        | WGPSN |
| Flavola    | 9°10′S 329°34′E / 9.16°S 329.56°E   | 2.87          | 5 Feb 2014       | Flavola                     | WGPSN |
| Floronia   | 36°14′N 94°04′E / 36.23°N 94.06°E   | 18.54         | 30 Sept 2011     | Floronia                    | WGPSN |
| Fonteia    | 53°15′S 291°25′E / 53.25°S 291.41°E | 20.61         | 21 Noi 2012      | Fonteia                     | WGPSN |
| Fulvia     | 26°08′S 292°39′E / 26.13°S 292.65°E | 16.73         | 5 Feb 2014       | Fulvia                      | WGPSN |
| Fundania   | 57°37′N 285°01′E / 57.62°N 285.02°E | 29.23         | 5 Feb 2014       | Annia Fundania Faustina     | WGPSN |
| Galeria    | 29°49′S 18°23′E / 29.82°S 18.38°E   | 21.77         | 21 Noi 2012      | Galeria Fundana             | WGPSN |
| Gegania    | 4°03′N 210°46′E / 4.05°N 210.77°E   | 22.34         | 30 Sept 2011     | Gegania                     | WGPSN |
| Graecina   | 37°27′S 237°01′E / 37.45°S 237.01°E | 11.93         | 5 Feb 2014       | Pomponia Graecina           | WGPSN |
| Helena     | 41°31′S 272°33′E / 41.51°S 272.55°E | 22.06         | 27 Dec 2011      | Flavia Iulia Helena Augusta | WGPSN |
| Herennia   | 72°25′S 10°20′E / 72.42°S 10.33°E   | 22.34         | 5 Feb 2014       | Herennia Etruscilla         | WGPSN |
| Hortensia  | 46°51′S 165°23′E / 46.85°S 165.38°E | 29.45         | 7 Oct 2014       | Hortensia                   | WGPSN |
| Iunia      | 35°35′S 238°13′E / 35.58°S 238.22°E | 3.03          | 5 Feb 2014       | Iunia                       | WGPSN |
| Justina    | 34°25′S 107°53′E / 34.41°S 107.88°E | 7.62          | 28 Feb 2012      | Justina                     | WGPSN |
| Laelia     | 46°49′S 290°27′E / 46.82°S 290.45°E | 8.89          | 28 Feb 2012      | Laelia                      | WGPSN |
| Laeta      | 14°54′N 329°54′E / 14.90°N 329.90°E | 1.36          | 5 Feb 2014       | Clodia Laeta                | WGPSN |
| Laurentia  | 28°09′S 92°48′E / 28.15°S 92.80°E   | 11.48         | 5 Feb 2014       | Acca Larentia               | WGPSN |
| Lepida     | 16°44′N 96°46′E / 16.74°N 96.76°E   | 42.90         | 28 Feb 2012      | Lepida                      | WGPSN |
| Licinia    | 23°20′N 167°21′E / 23.34°N 167.35°E | 24.05         | 28 Feb 2012      | Licinia                     | WGPSN |
| Lollia     | 37°22′S 242°20′E / 37.36°S 242.33°E | 4.90          | 5 Feb 2014       | Lollia Paulina              | WGPSN |
| Longina    | 36°58′N 20°39′E / 36.96°N 20.65°E   | 17.65         | 5 Feb 2014       | Domitia Longina             | WGPSN |
| Lucilla    | 75°58′S 299°07′E / 75.96°S 299.12°E | 19.30         | 5 Feb 2014       | Annia Lucilla               | WGPSN |
| Mamilia    | 48°23′N 82°05′E / 48.39°N 82.09°E   | 35.67         | 21 Noi 2012      | Mamilia                     | WGPSN |
| Marcia     | 8°59′N 339°33′E / 8.98°N 339.55°E   | 67.60         | 30 Sept 2011     | Marcia                      | WGPSN |
| Mariamne   | 68°26′S 350°44′E / 68.44°S 350.73°E | 30.33         | 5 Feb 2014       | Mariamne                    | WGPSN |
| Metrodora  | 59°26′S 100°32′E / 59.43°S 100.54°E | 23.99         | 5 Feb 2014       | Claudia Metrodora           | WGPSN |
| Minervina  | 16°51′N 199°17′E / 16.85°N 199.29°E | 18.34         | 5 Feb 2014       | Minervina                   | WGPSN |
| Minucia    | 20°12′N 357°12′E / 20.20°N 357.20°E | 23.15         | 27 Dec 2011      | Minucia                     | WGPSN |
| Myia       | 50°32′S 256°20′E / 50.53°S 256.34°E | 2.58          | 21 Noi 2012      | Myia                        | WGPSN |
| Numisia    | 7°29′S 37°15′E / 7.48°S 37.25°E     | 29.94         | 30 Sept 2011     | Numisia                     | WGPSN |
| Occia      | 15°28′S 168°29′E / 15.47°S 168.48°E | 7.34          | 28 Feb 2012      | Occia                       | WGPSN |
| Octavia    | 3°18′S 297°13′E / 3.30°S 297.21°E   | 30.62         | 28 Feb 2012      | Octavia                     | WGPSN |
| Oppia      | 7°53′S 99°05′E / 7.89°S 99.08°E     | 36.67         | 30 Sept 2011     | Oppia                       | WGPSN |
| Paculla    | 64°13′S 151°09′E / 64.22°S 151.15°E | 22.34         | 5 Feb 2014       | Paculla Annia               | WGPSN |
| Paulina    | 10°55′N 133°07′E / 10.92°N 133.11°E | 18.13         | 21 Noi 2012      | Aurelia Paulina             | WGPSN |
| Perpennia  | 23°02′S 258°45′E / 23.03°S 258.75°E | 21.36         | 5 Feb 2014       | Perpennia                   | WGPSN |
| Pinaria    | 29°32′S 181°38′E / 29.54°S 181.63°E | 41.76         | 30 Sept 2011     | Pinaria                     | WGPSN |
| Placidia   | 19°14′N 281°23′E / 19.24°N 281.38°E | 14.75         | 5 Feb 2014       | Galla Placidia              | WGPSN |
| Plancia    | 61°34′N 343°55′E / 61.56°N 343.91°E | 18.48         | 5 Feb 2014       | Plancia Magna               | WGPSN |
| Pomponia   | 70°12′N 262°35′E / 70.20°N 262.58°E | 59.07         | 21 Noi 2012      | Pomponia                    | WGPSN |
| Portia     | 0°55′N 191°10′E / 0.91°N 191.17°E   | 11.44         | 5 Feb 2014       | Porcia Catonis              | WGPSN |
| Postumia   | 33°50′N 33°46′E / 33.84°N 33.77°E   | 195.89        | 5 Feb 2014       | Postumia                    | WGPSN |
| Publicia   | 14°32′N 234°22′E / 14.53°N 234.36°E | 15.79         | 28 Feb 2012      | Flavia Publicia             | WGPSN |
| Rheasilvia | 71°57′S 86°18′E / 71.95°S 86.30°E   | 450.00        | 30 Sept 2011     | Rhea Silvia                 | WGPSN |
| Rubria     | 7°19′S 168°20′E / 7.32°S 168.34°E   | 10.27         | 28 Feb 2012      | Rubria                      | WGPSN |
| Rufillia   | 12°55′S 288°43′E / 12.92°S 288.71°E | 15.79         | 28 Feb 2012      | Rufillia                    | WGPSN |
| Scantia    | 29°38′N 64°39′E / 29.63°N 64.65°E   | 18.61         | 28 Feb 2012      | Scantia                     | WGPSN |
| Sentia     | 38°23′S 170°45′E / 38.39°S 170.75°E | 16.54         | 7 Oct 2014       | Amaesia Sentia              | WGPSN |
| Serena     | 20°26′S 270°43′E / 20.43°S 270.71°E | 18.47         | 28 Feb 2012      | Serena                      | WGPSN |
| Severina   | 75°25′S 271°33′E / 75.41°S 271.55°E | 34.74         | 27 Dec 2011      | Severina                    | WGPSN |
| Sextilia   | 39°00′S 295°56′E / 39.00°S 295.93°E | 19.48         | 30 Sept 2011     | Sextilia                    | WGPSN |
| Sossia     | 36°47′S 75°46′E / 36.78°S 75.76°E   | 8.11          | 28 Feb 2012      | Sossia                      | WGPSN |
| Tarpeia    | 69°28′S 179°18′E / 69.47°S 179.30°E | 40.29         | 27 Dec 2011      | Tarpeia                     | WGPSN |
| Teia       | 3°26′S 61°04′E / 3.44°S 61.06°E     | 6.69          | 28 Feb 2012      | Teia Euphrosyne Ruffina     | WGPSN |
| Torquata   | 46°27′N 143°47′E / 46.45°N 143.78°E | 34.73         | 21 Noi 2012      | Torquata                    | WGPSN |
| Tuccia     | 39°52′S 346°49′E / 39.86°S 346.81°E | 11.64         | 30 Sept 2011     | Tuccia                      | WGPSN |
| Urbinia    | 29°53′S 66°16′E / 29.88°S 66.26°E   | 24.25         | 30 Sept 2011     | Urbinia                     | WGPSN |
| Varronilla | 29°37′N 179°35′E / 29.62°N 179.58°E | 158.45        | 5 Feb 2014       | Varronilla                  | WGPSN |
| Veneneia   | 47°56′S 305°41′E / 47.93°S 305.68°E | 400.00        | 28 Feb 2012      | Veneneia                    | WGPSN |
| Vettenia   | 4°48′N 229°19′E / 4.80°N 229.31°E   | 18.89         | 5 Feb 2014       | Vettenia                    | WGPSN |
| Vibidia    | 26°58′S 10°18′E / 26.96°S 10.30°E   | 7.10          | 27 Dec 2011      | Vibidia                     | WGPSN |

## Dorsa
| Dorsum           | Coordonate                          | Diametrul (km) | Data de aprobare  | Numit după | Ref   |
| ---------------- | ----------------------------------- | -------------- | ----------------- | ---------- | ----- |
| Lavinium Dorsa   | 27°09′N 109°09′E / 27.15°N 109.15°E | 96,35          | 21 noiembrie 2012 | Lavinium   | WGPSN |
| Neptunalia Dorsa | 45°08′S 80°45′E / 45.14°S 80.75°E   | 83.13          | 5 februarie 2014  | Neptunalia | WGPSN |
| Parilia Dorsae   | 56°43′S 123°50′E / 56.71°S 123.84°E | 79,65          | 5 februarie 2014  | Parilia    | WGPSN |

## Fossae
| Fossa             | Coordonate                         | Diametrul (km) | Data de aprobare  | Numită după | Ref   |
| ----------------- | ---------------------------------- | -------------- | ----------------- | ----------- | ----- |
| Divalia Fossae    | 9°03′S 196°14′E / 9.05°S 196.23°E  | 549,37         | 27 decembrie 2011 | Divalia     | WGPSN |
| Lupercalia Fossa  | 10°20′N 242°36′E / 10.33°N 242.6°E | 82,28          | 5 februarie 2014  | Lupercalia  | WGPSN |
| Saturnalia Fossae | 28°03′N 37°03′E / 28.05°N 37.05°E  | 344,94         | 27 decembrie 2011 | Saturnalia  | WGPSN |

## Planitiae
| Planitia         | Coordonate                        | Diametrul (km) | Data de aprobare  | Numită după | Ref   |
| ---------------- | --------------------------------- | -------------- | ----------------- | ----------- | ----- |
| Feralia Planitia | 3°02′N 101°43′E / 3.03°N 101.71°E | 270,27         | 27 decembrie 2011 | Feralia     | WGPSN |

## Rupes
| Rupes            | Coordonate                          | Diametrul (km) | Data de aprobare  | Numit după | Ref   |
| ---------------- | ----------------------------------- | -------------- | ----------------- | ---------- | ----- |
| Agonium Rupes    | 53°28′S 316°05′E / 53.47°S 316.08°E | 111,28         | 27 decembrie 2011 | Agonium    | WGPSN |
| Matronalia Rupes | 49°25′S 232°46′E / 49.42°S 232.76°E | 209,49         | 27 decembrie 2011 | Matronalia | WGPSN |
| Parentatio Rupes | 73°45′S 107°35′E / 73.75°S 107.59°E | 99,34          | 5 februarie 2014  | Parentatie | WGPSN |

## Terrae
| Terra          | Coordonate                      | Diametrul (km) | Data de aprobare  | Numită după | Ref   |
| -------------- | ------------------------------- | -------------- | ----------------- | ----------- | ----- |
| Vestalia Terra | 3°44′S 33°28′E / 3.73°S 33.47°E | 335,56         | 27 decembrie 2011 | Vestalia    | WGPSN |

## Tholi
| Tholus          | Coordonate                          | Diametru (km) | Data de aprobare   | Numit după | Ref   |
| --------------- | ----------------------------------- | ------------- | ------------------ | ---------- | ----- |
| Aricia Tholus   | 13°23′N 311°33′E / 13.38°N 311.55°E | 39.02         | 27 decembrie 2011  | Aricia     | WGPSN |
| Brumalia Tholus | 6°19′S 64°59′E / 6.31°S 64.99°E     | 48.21         | 21 noiembrie 2012  | Brumalia   | WGPSN |
| Lucaria Tholus  | 12°54′S 253°39′E / 12.9°S 253.65°E  | 24.75         | 30 septembrie 2011 | Lucaria    | WGPSN |